# Casato di Dlamini
Il Casato di Dlamini è la casa reale che regna su eSwatini (precedentemente denominato Swaziland). Secondo la tradizione venne fondata da Dlamini I dello Swaziland e il suo attuale capo è il re Mswati III, sovrano dal 1986.

## Storia

### Nascita
Il casato di Dlamini nacque nel XVIII secolo sotto il regno di Dlamini I, da cui la stessa dinastia prende il nome. Egli, migrando con il suo popolo dall'Africa centrale, viaggiò attraverso gli attuali Kenya, Tanzania e Mozambico, arrivando fino all'odierno eSwatini, che prima del loro arrivo era stato conquistato dai popoli Nguni e sotho.

### Ascesa al potere
Con a capo Ngwane III, considerato il primo sovrano ufficiale di eSwatini, iniziò per il clan Dlamini una lunga conquista dei domini territoriali delle tribù che li avevano preceduti, talvolta creando alleanze strategiche e politiche con l'ausilio di matrimoni combinati.

#### Abilità militari
Sotto il regno di Sobhuza I, che governò dal 1815 al 1836, grazie alle azioni dell'esercito sempre più in crescita, la dinastia Dlamini implementò le proprie tecniche e abilità militari. Ciò nacque soprattutto dalla necessità di difendersi dalle frequenti incursioni degli Zulu, allora governati dall'imperatore Shaka.